# Horacio Troche
Horacio Florentín Troche Herrera, auch als Horacio Federico Troche Flores geführt, (* 4. Februar 1935 oder 14. Februar 1936 in Colonia oder Colonia Suiza; † 14. Juli 2014) war ein uruguayischer Fußballspieler und -trainer.

## Spielerlaufbahn

### Verein
Der 1,73 m große Verteidiger, der zunächst in Nueva Helvecia für den Verein Nacional spielte, stand mindestens von 1954 bis 1961 im Kader des Club Nacional de Fútbol. Der Defensivspieler gewann mit Nacional von 1955 bis 1957 dreimal in Folge die uruguayische Fußballmeisterschaft. 1962 bestritt er dann zwölf Spiele für dessen Erzrivalen Peñarol. Nächste Stationen waren 1963 Huracán, für die er 24-mal in der argentinischen Primera División zum Einsatz kam und im Folgejahr River Plate aus Buenos Aires. 1965 und 1966 spielte er für den montevideanischen Club Atlético Cerro, bevor er im Jahr 1967 zu weiteren 24 Erstligaeinsätzen für Peñarol kam. 1967 wechselte er in die Bundesliga, wo er ein Jahr lang für Alemannia Aachen aktiv war (24 Spiele, kein Tor). Nach der Saison wechselte er in die zweitklassige Regionalliga West zum Bonner SC. Dort spielte er drei Jahre bis 1971 und absolvierte 94 Regionalligaspiele, in denen er zwei Tore für den BSC erzielte. Am Karriereende spielte er von 1971 bis 1975 noch für den SV Beuel 06.

### Nationalmannschaft
Horacio Troche wurde 1959 mit der uruguayischen Fußballnationalmannschaft Südamerikameister. Er spielte bei der Fußball-Weltmeisterschaft 1962 (drei Einsätze) in Chile und bei der Fußball-Weltmeisterschaft 1966 (vier Einsätze) in England ebenfalls für sein Heimatland. Bei der WM 1966 fiel der Mannschaftskapitän Uruguays unrühmlich auf, da er beim Stand von 0:1 im Viertelfinale gegen Deutschland nach einem rohen Foul vom Platz gestellt wurde. Noch bevor er vom Schiedsrichter vom Platz geführt werden konnte, gab er Uwe Seeler eine Ohrfeige. Das Spiel verlor Uruguay mit 0:4. Für sein Verhalten entschuldigte er sich ein Jahr später, als er im Trikot Alemannia Aachens in der Begegnung gegen den HSV erneut auf Seeler traf.
Insgesamt absolvierte er von seinem Debüt am 7. Dezember 1959 bis zu seinem letzten Einsatz am 23. Juli 1966 28 Länderspiele. Ein Tor erzielte er nicht.

## Trainertätigkeit
Anfang der 1970er Jahre wirkte er als Trainer des Bonner Landesligisten SV Beuel 06. Von 1975 bis 1976 war er als Trainer bei Chivas Guadalajara und von 1977 bis 1978 Santos Laguna in Mexiko tätig. Auch trainierte er Tampico-Madero.

## Sonstiges
Troche, der sich nach der Karriere in Mexiko niederließ, arbeitete dort als Sportjournalist für das Fernsehen und eröffnete zudem das Grill-Restaurant El Charrúa.